# باشگاه فوتبال نفت و گاز گچساران
باشگاه فرهنگی ورزشی نفت و گاز گچساران باشگاه فوتبال در شهر گچساران، استان کهگیلویه و بویراحمد، ایران است. باشگاه نفت و گاز گچساران در سال ۱۳۴۶ تأسیس شد. این باشگاه هم‌اکنون در لیگ دسته یکم فوتبال ایران حضور دارد. شرکت ملی مناطق نفت‌خیز جنوب و شرکت تابعه آن؛ شرکت بهره‌برداری نفت و گاز گچساران مالکیت این باشگاه را در اختیار دارد.
این تیم توانست در فصل ۹۳–۹۲ به لیگ دسته یک صعود کند اما پس از یک سال به لیگ دسته دو سقوط کرد.
درسال ۱۴۰۲ این تیم با تساوی مقابل تیم شهدای بابلسر و شکست شهرداری ماهشهر در خانه در تاریخ ۱۱ اردیبهشت ۱۴۰۲ و کسب ۵۴ امین امتیاز و ۳۶ امین گل زده به لیگ دسته یک صعود کرد.
در روز دوشنبه ۱۴ اسفند ۱۴۰۲، این تیم در مرحله یک شانزدهم جام حذفی ایران به مصاف تیم پرسپولیس که مدافع عنوان قهرمانی دوره قبل را در کارنامه داشت رفت.

## ورزشگاه
ورزشگاه تیم نفت و گاز گچساران ورزشگاه شهدای نفت گچساران در میدان فردوسی این شهر است.
این ورزشگاه ۷۰۰۰ نفر گنجایش دارد و دومین ورزشگاه بزرگ استان کهگیلویه و بویراحمد است.
در این ورزشگاه دو زمین چمن طبیعی هست که یکی مخصوص تمرین تیم نفت و گاز گچساران و یکی مخصوص بازی‌های رسمی است.

## نتایج بر پایه فصل
| فصل     | لیگ                    | رتبه                                            | جام حذفی فوتبال ایران | یادداشت‌ها   |
| ------- | ---------------------- | ----------------------------------------------- | --------------------- | ----------- |
| ۲۰۱۰–۱۱ | لیگ دسته دوم           | 6th/Group B                                     | واجد شرایط نبود       |             |
| ۲۰۱۱–۱۲ | لیگ دسته دوم           | 5th/Group A                                     | شرکت نکرده            |             |
| ۲۰۱۲–۱۳ | لیگ دسته دوم           | 1st/Group A                                     |                       | صعود        |
| ۲۰۱۳–۱۴ | لیگ دسته دوم           | 7th/Group B                                     | مرحله سوم             |             |
| ۲۰۱۴–۱۵ | لیگ دسته دوم           | 11th/Group A                                    | مرحله چهارم           | سقوط        |
| ۲۰۱۵–۱۶ | لیگ دسته دوم           | 2nd/Group B                                     | مرحله اول             | پلی‌آف       |
| ۲۰۱۶–۱۷ | لیگ دسته دوم           | 3rd/Group 1 (1st Stage) 6th/Group A (2nd Stage) | یک چهارم نهایی        |             |
| ۲۰۱۷–۱۸ | لیگ دسته دوم           | 2nd/Group 2 (1st Stage) 2nd/Group B (2nd Stage) | شرکت نکرده            | پلی‌آف       |
| ۲۰۱۸–۱۹ | لیگ دسته دوم           | 4th/Group B                                     | شرکت نکرده            |             |
| ۲۰۱۹–۲۰ | لیگ دسته دوم           | 7th/Group B                                     | شرکت نکرده            |             |
| ۲۰۲۰–۲۱ | لیگ دسته دوم           | 14th/Group A                                    | شرکت نکرده            | سقوط        |
| ۲۰۲۱–۲۲ | لیگ دسته سوم - مرحله ۲ | 8th/Group ۳                                     | واجد شرایط نبود       | سقوط        |
| ۲۰۲۲–۲۳ | لیگ دسته دوم           | 1st/Group B                                     | شرکت نکرد             | صعود/قهرمان |
| ۲۰۲۳–۲۴ | لیگ آزادگان            |                                                 |                       |             |

## بازیکنان
| شماره |       | نقش       | بازیکن           |
| ----- | ----- | --------- | ---------------- |
| ۵     | ایران | مدافع     | محمد مهدی‌پور     |
| ۷     | ایران | مهاجم     | علی غلامرضایی    |
| ۸     | ایران | هافبک     | امیرحسین اسکندری |
| ۹     | ایران | مهاجم     | امید علیپور      |
| ۱۴    | ایران | مدافع     | یوسف جنادله      |
| ۱۷    | ایران | مهاجم     | رضا بختیاری      |
| ۲۰    | ایران | مهاجم     | مهرشاد نظری      |
| ۲۱    | ایران | مهاجم     | هادی حسینی       |
| ۲۳    | ایران | مدافع     | سهیل دلفیه‌فرد    |
| ۲۴    | ایران | هافبک     | محمد جایمند      |
| ۲۸    | ایران | مهاجم     | مصطفی آرش        |
| ۳۰    | ایران | مدافع     | مصدق دریس        |
| ۳۳    | ایران | هافبک     | میلاد سروی       |
| ۴۴    | ایران | دروازه‌بان | مقداد مالکی      |

| شماره |       | نقش       | بازیکن           |
| ----- | ----- | --------- | ---------------- |
| ۶۶    | ایران | هافبک     | حسین بهرامی      |
|       | ایران | هافبک     | محمد صبوری       |
|       | ایران | هافبک     | میلاد غریبی      |
|       | ایران | دروازه‌بان | شهاب عادلی       |
|       | ایران | مهاجم     | مهدی قلیچ‌خانی    |
|       | ایران | مهاجم     | امید علیپور      |
|       | ایران | هافبک     | صادق صادقی       |
|       | ایران | مدافع     | حسن مرادی‌فر      |
|       | ایران | مدافع     | کمال‌الدین نیک‌خوی |
|       | ایران | هافبک     | ارشیا کریمی      |
|       | ایران | مدافع     | رضا زلفی‌پور      |
|       | ایران | مهاجم     | امیرمحمد منصف    |
|       | ایران | مدافع     | علی گودرزی       |